# Tonya Harding
Tonya Maxene Price, bedre kendt som Tonya Harding (født 12. november 1970 i Portland i Oregon) er en amerikansk tidligere kunstskøjteløber.
Harding var i begyndelsen af 1990'erne et lovende navn indenfor kunstskøjteløb. Hun blev amerikansk mester i 1991 og opnåede samme år en andenplads ved VM. Ved Vinter-OL 1992 i Albertville blev hun nummer fire. Hun opnåede i 1991 opmærksomhed, da hun som den anden skøjteløber i historien gennemførte et tredobbelt akselhop (skrue) i en konkurrence (den første var Midori Ito).
Hun blev imidlertid mest kendt for hændelsen ved de amerikanske mesterskaber i 1994, hvor Hardings konkurrent bl.a. var Nancy Kerrigan (sølvmedaljevinder ved VM i 1992). Hardings ex-mand Jeff Gillooly arrangerede et overfald på Kerrigan, hvorunder Kerrigan blev slået hårdt på sine ben med et jernrør. Under en efterfølgende retssag blev Harding kendt skyldig i at have hindret efterforskningen af overfaldet, fordi hun ikke straks havde meldt sin ex-mand til politiet, da hun efter overfaldet var blevet klar over hans indblanding. Harding blev senere frataget sine medaljer ved de amerikanske mesterskaber.
I begyndelsen af 2000'erne blev hun professionel bokser. Hun er portrætteret i adskillige film og bøger. Hendes liv blev i 2017 portrætteret i den Oscar-vindende film I, Tonya.